# جيري كانتريل
جيري كانتريل (بالإنجليزية: Jerry Cantrell)‏ مواليد 18 مارس 1966 في تاكوما، واشنطن، واشنطن، الولايات المتحدة، هو مغني ومغن وكاتب غنائي وموسيقي أمريكي بدأ مسيرته الفنية عام 1983.

## وصلات خارجية
- الموقع الإلكتروني